# Metro van Mekka
De metro van Mekka (officieel Al Mashaaer Al Muqaddassah Metro)  (Arabisch: قطار المشاعر المقدسة) is een openbaarvervoernetwerk in de omgeving van de Saoedische stad Mekka. Hij bestaat uit één, grotendeels verhoogde metrolijn met een lengte van achttien kilometer. Hoewel het systeem nog niet compleet was, werd de metro op 15 november 2010 geopend, enkele dagen voor de hadj (1431 AH). Vóór deze pelgrimage in 2011 dient het systeem afgebouwd te worden, zodat met een aanzienlijk groter aantal treinen op volle capaciteit vervoerd kan worden.

## Achtergrond
De hadj, de jaarlijkse pelgrimage naar Mekka, is verplicht voor iedere moslim die het zich financieel en qua gezondheid kan veroorloven. Na aankomst in Mekka en een overnachting in Mina gaat men verder en bezoekt de vlakte van Arafat, om vervolgens weer terug te keren naar Mekka. De enorme drukte op de weg tijdens de pelgrimage was de reden voor het aanleggen van spoorvervoer.

## Netwerk
De lijn kent negen stations en verloopt vanuit de stad in oostelijke richting, naar Mina en de vlakte van Arafat. De spoorbaan is grotendeels op een verhoogd viaduct aangelegd. Het depot ligt bij het oostelijke eindpunt, achter station Arafat 1. Tussen deze halte en het depot ligt een keerlus. De perrons zijn voorzien van schuifdeuren, die pas openen wanneer een trein tot stilstand komt.
De planning en het toezicht van de bouw waren in handen van DB International, die bij de uitvoering ter plaats alleen gebruik kon maken van islamitische bouwlieden, omdat de lijn volledig in voor niet-moslims verboden gebied ligt. De spoorbaan werd aangelegd door China Railway Construction Cooperation, de stroomvoorziening door Siemens. Thales was verantwoordelijk voor de treinbeïnvloeding en de controlekamer. De schuifdeuren op de perrons werden door Knorr/Westinghouse geleverd. De spoorwijdte bedraagt 1435 mm. De metrotreinen worden via een bovenleiding gevoed door 1500 volt gelijkspanning. De treinen hebben een lengte van 277 meter en bieden plaats aan 3850 passagiers.

## Uitbreiding
Vóór de volgende hadj dient het systeem op volle sterkte te operen; gepland is dat de treinen in 2011 automatisch zullen gaan rijden (besturing vanuit de controlekamer). Het tracé kan later verlengd te worden naar Al Haram (centrum van Mekka). Voor de lange termijn zijn nog vier andere lijnen gepland in de regio, zodat onder meer het toekomstige station en vliegveld van Jeddah bereikbaar worden per spoor.